# Deltaretrovirus
Deltaretrovirus é um gênero de vírus, da família retroviridae, constituído por vírus exógenos (transmitidos horizontalmente) encontrados em poucos grupos de mamíferos.
As infecções causadas por estes vírus incluem a leucemia-linfoma de células adultas T ou B humanas (leucemia-linfoma aguda de células T associada a HTLV-I), e a leucemia bovina (leucose enzoótica bovina) Deltaretrovirus - 8 complete genomes. O representante da espécie é o VÍRUS DA LEUCEMIA BOVINA.